# Dynkin-System
Ein Dynkin-System (manchmal auch λ-System genannt) ist ein Begriff aus der Maßtheorie, einem Teilgebiet der Mathematik. Es ist benannt nach dem russischen Mathematiker Eugene Dynkin. Sie sind in Kombination mit dem Dynkinschen π-λ-Satz ein wichtiges Hilfsmittel zur Herleitung von Eindeutigkeitsaussagen in der Maßtheorie und Stochastik (siehe Maßeindeutigkeitssatz).

## Definition
Eine Teilmenge {\displaystyle {\mathcal {D}}} der Potenzmenge {\displaystyle {\mathcal {P}}(\Omega )} einer Grundmenge {\displaystyle \Omega } heißt Dynkin-System über {\displaystyle \Omega }, falls sie die folgenden Eigenschaften besitzt:
- Das System enthält die Grundmenge:

{\displaystyle \Omega \in {\mathcal {D}}}.
- Das System ist abgeschlossen unter Bildung von Komplementen:

{\displaystyle A\in {\mathcal {D}}\implies A^{c}\in {\mathcal {D}}}.
- Das System ist abgeschlossen bezüglich abzählbarer Vereinigungen paarweise disjunkter Mengen:

{\displaystyle \{A_{n}\}_{n\in \mathbb {N} }\subset {\mathcal {D}}} disjunkt {\displaystyle \implies \bigcup _{n\in \mathbb {N} }A_{n}\in {\mathcal {D}}}

## δ-Operator
Beliebige Durchschnitte von Dynkin-Systemen über {\displaystyle \Omega } ergeben wieder ein Dynkin-System. Ist daher {\displaystyle {\mathcal {E}}\subseteq {\mathcal {P}}(\Omega )} ein Mengensystem, dann wird durch
{\displaystyle \delta ({\mathcal {E}}):=\bigcap _{{\mathcal {E}}\subseteq {\mathcal {S}} \atop {\mathcal {S}}{\text{ Dynkin-System}}}{\mathcal {S}}.}
ein Dynkin-System {\displaystyle \delta ({\mathcal {E}})} definiert, genannt das von {\displaystyle {\mathcal {E}}} erzeugte Dynkin-System. Es ist das kleinste Dynkin-System, welches {\displaystyle {\mathcal {E}}} enthält. {\displaystyle {\mathcal {E}}} heißt Erzeuger  von {\displaystyle \delta ({\mathcal {E}})}.
Der δ-Operator ist ein Hüllenoperator. Teilweise wird er entsprechend der Namensgebung als {\displaystyle \lambda }-System auch als {\displaystyle \lambda }-Operator {\displaystyle \lambda (\cdot )} notiert. Weitere alternative Bezeichnungen sind {\displaystyle d({\mathcal {E}})} oder {\displaystyle {\mathcal {D}}({\mathcal {E}})}.

## Das Dynkin-System-Argument
Mit Dynkin-Systemen lassen sich in vielen Fällen Aussagen über σ-Algebren relativ einfach beweisen.
Sei {\displaystyle \alpha } eine Aussage, die für Mengen {\displaystyle A\subseteq \Omega } entweder zutrifft oder nicht.
Weiter sei {\displaystyle \Sigma } eine σ-Algebra mit einem durchschnittsstabilen Erzeuger {\displaystyle {\mathcal {E}}}, für dessen Elemente man {\displaystyle \alpha } zeigen kann. Nach dem Prinzip der guten Mengen betrachtet man nun das Mengensystem {\displaystyle {\mathcal {D}}:=\{A\in \Sigma \colon A{\mbox{ erfüllt }}\alpha \}} und zeigt, dass es ein Dynkin-System ist. Dann folgt wegen der Durchschnittsstabilität von {\displaystyle {\mathcal {E}}} einerseits {\displaystyle \delta ({\mathcal {E}})=\sigma ({\mathcal {E}})}, andererseits gilt aber auch {\displaystyle {\mathcal {E}}\subseteq {\mathcal {D}}\subseteq \Sigma } und damit wegen {\displaystyle \Sigma =\sigma ({\mathcal {E}})=\delta ({\mathcal {E}})\subseteq {\mathcal {D}}} schon {\displaystyle \Sigma ={\mathcal {D}}}.
Die definierenden Eigenschaften eines Dynkin-Systems sind oft einfacher nachzuweisen, weil bei der Abgeschlossenheit gegenüber abzählbarer Vereinigung nur Folgen von paarweise disjunkten Einzelmengen betrachtet werden müssen, während bei σ-Algebren diese Zusatzeigenschaft nicht zur Verfügung steht.

## Zusammenhang mit weiteren Mengensystemen

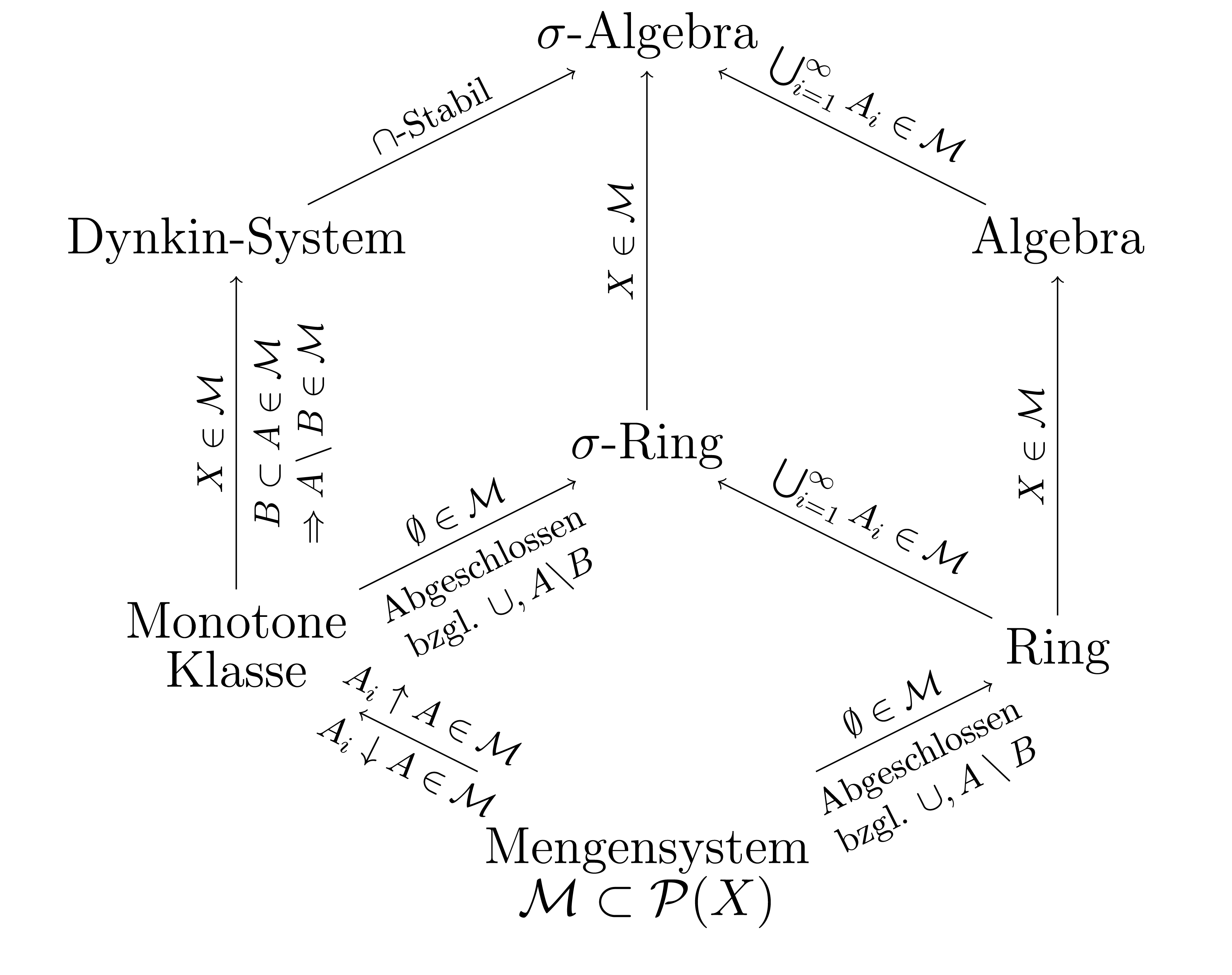
Hierarchie der in der Maßtheorie verwendeten Mengensysteme

### σ-Algebren
Jede σ-Algebra ist immer auch ein Dynkin-System. Umgekehrt ist jedes durchschnittsstabile Dynkinsystem auch eine σ-Algebra. Ein Beispiel für ein Dynkin-System, das keine σ-Algebra ist, ist
{\displaystyle {\mathcal {M}}=\{\emptyset ,\{1,2\},\{3,4\},\{1,4\},\{2,3\},\{1,2,3,4\}\}}
auf der Grundmenge {\displaystyle \Omega =\{1,2,3,4\}}. Das Mengensystem ist ein Dynkin-System, aber keine Algebra (da nicht schnittstabil) und damit auch keine σ-Algebra.
Es gilt außerdem der dynkinsche π-λ-Satz: Ist {\displaystyle {\mathcal {E}}} ein durchschnittsstabiles Mengensystem, so stimmen die von {\displaystyle {\mathcal {E}}} erzeugte σ-Algebra und das von {\displaystyle {\mathcal {E}}} erzeugte Dynkin-System überein.

### Monotone Klassen
Dynkin-Systeme lassen sich auch über monotone Klassen definieren: Ein Mengensystem {\displaystyle {\mathcal {D}}} ist genau dann ein Dynkin-System, wenn {\displaystyle {\mathcal {D}}} eine monotone Klasse ist, welche die Obermenge {\displaystyle \Omega } enthält und in der für beliebige Mengen {\displaystyle A,B\in {\mathcal {D}}} mit {\displaystyle B\subset A} auch {\displaystyle A\setminus B\in {\mathcal {D}}} gilt.